# Чон Хо Йон
Чон Хо Йон (Чон Хо Ен, кор. 정호연) — південнокорейська модель та акторка. Виконавиця однієї з головних ролей в корейському серіалі від Netflix «Гра в кальмара». Журнал «Vogue» назвав її «топ-моделлю по-корейськи» (Korea's Next Top Model).

## Кар'єра
Розпочала модельну кар'єру у 16 років. Брала участь у фестивалі «Сеульський тиждень моди» без агента, де утвердилася ще до укладення контракту з агентством ESteem Models і участі в шоу «Топ-модель по-корейськи» на публічному показі. Після шоу фігурує в таких журналах, як Vogue Girl Korea, Nylon Korea і ELLE Wedding.
На міжнародному рівні дебютувала на ексклюзивному показі Louis Vuitton в 2016 році, також дебютувала на Opening Ceremony. У тому сезоні брала участь також у показах Марка Джейкобса, Fendi, Max Mara, Альберти Ферретті, Rag & Bone.
Чон Хо Йон брала участь у показах Джеремі Скотта, Торі Берч, Topshop, Lanvin, Dolce & Gabbana, Missoni, Bottega Veneta, Еміліо Пуччі, Chanel, Miu Miu, Giambattista Valli, Prabal Gurung, Jason Wu, H & M, Jacquemus, Burberry, Acne Studios, Роберто Каваллі, Diesel, Versus (Versace), Narciso Rodriguez, Пако Рабан, Schiaparelli, DSquared2, Blumarine, Dundas, Zadig & Voltaire, Tod's, Etro і Gabriela Hearst.
Вона з'являлася в рекламі Sephora «Let's Beauty Together», Chanel, Gap, Hermès, і Louis Vuitton.
Була на обкладинці журналів Vogue Japan, Vogue Korea, W Korea, та Harper 's Bazaar Korea на додачу до появи у Vogue, British Vogue, Dazed, Love magazine, CR Fashion Book та Into the Gloss.
У 2017 році ресурс Models.com вибрав Чон Хо Йон в номінаціях «Кращий дебют» (Top Newcomer) і «Модель року» (Model of the Year).. Входить до 50 найкращих моделей на models.com.
У 2021 році виконала одну з головних ролей в корейському серіалі від Netflix «Гра в кальмара», який став світовим бестселером. Серіал приніс їй світову популярність, в перший тиждень після виходу на неї підписалося більше 10 мільйонів осіб в Instagram.
4 жовтня 2021 року стала найпопулярнішою корейською акторкою в Instagram, де має понад 17.5 мільйонів підписників.